# Some Time in New York City
Some Time in New York City studijski je i uživo album od glazbenika Johna Lennona i Yoko Ono. Album 1972. godine izdaje izdavačka kuća Apple Records za američko tržište, a izdavač EMI za britansko tržište. 
Treće je Lennonovo studijsko izdanje nakon raspada Beatlesa, peti s Yoko Ono i treći s producentom Philom Spectorom. Album komercijalno lošije prolazi od Lennonova prethodna dva izdanja John Lennon/Plastic Ono Band i Imagine, a također dobiva i loše kritike.

## Popis pjesama

### Disk 1 (studio)

#### Strana 1
1. "Woman Is the Nigger Of the World" (John Lennon/Yoko Ono) – 5:15
  - Kraća i obrađena verzija koja dolazi s A-strane Lennonovog singla iz 1975. godine Shaved Fish.
2. "Sisters O Sisters" (Yoko Ono) – 3:46
  - S B-strane singl albuma. 1980. godine Lennon je u jednom intervju izjavio da je skladba bila planirana da se snimi u reggae stilu.
3. "Attica State" (John Lennon/Yoko Ono) – 2:54
  - U zatvoru 'Attica Prison riots', izvedeno 9. rujna 1971.
4. "Born In A Prison" (Yoko Ono) – 4:03
5. "New York City" (John Lennon) – 4:30
  - Jerry Rubin i David Peel, spominju se poimence u tekstu; 1972. godine uživo izvedba, "Jerry" dolazi "Geraldo" (Geraldo Rivera)

#### Strana 2
1. "Sunday Bloody Sunday" (John Lennon/Yoko Ono) – 5:00
  - Bloody Sunday (Krvava nedjelja) događaj je koji se dogodio u Sjevernoj Irskoj, 30. siječnja 1972.
  - Ne treba se povezivati s neobjavljenom skladbom sastava U2 "Sunday Bloody Sunday", koja nosi isto ime (iako obje dijele slične teme)
2. "The Luck Of The Irish" (John Lennon/Yoko Ono) – 2:56
3. "John Sinclair" (John Lennon) – 3:28
  - John Sinclair 1969. godine je uhićen radi prodavanja marihuane, i pušten je 13. prosinca 1971. godine, tri dana nakon što Lennon i Ono izvode "Ten For Two" na mitingu za njegovo puštanje.
4. "Angela" (John Lennon/Yoko Ono) – 4:06
  - Angela Davis bila je u zatvoru gdje je osamnaest mjeseci čekala suđenje od 1970. do 1972.
5. "We're All Water" (Yoko Ono) – 7:11
  - U skladbi se spominju mnoga slavna imena, uključujući Nixona i Maoa, Lennya Bruca, Marilyn Monroe, Jerryja Rubina, Raquel Welch, Kraljicu Elizabetu II, Eldridga Cleavera, Popea Paula VI, Charlesa Mansona i Nelsona Rockefellera (Nelson Rockefeller itakođer se spominje i u skladbi "Attica State" na strani 1.)

#### Izvođači
- John Lennon: Gitara (uključujući i 'rezonantnu gitaru'), vokal
- Yoko Ono: Bubnjevi, vokal
- Jim Keltner: Bubnjevi, udaraljke
- Klaus Voormann: Bas gitara

Prateći sastav 'Elephant's Memory':
- Stan Bronstein: Flauta, saksofon
- Wayne 'Tex' Gabriel: Gitara
- Richard Frank Jr.: Bubnjevi, udaraljke
- Adam Ippolito: Klavijature, pianino
- Gary Van Scyoc: Bas gitara

### Disk 2 (uživo)

#### Strana 3
1. "Cold Turkey" (John Lennon) – 8:35
2. "Don't Worry Kyoko" (Yoko Ono) – 16:01
  - Dvije skladbe koje su izvedene uživo u 'Lyceum Ballroom' u Londonu,  15. prosinca 1969., povodom humanitarnog koncerta za UNICEF.

#### Strana 4
1. "Well (Baby Please Don't Go)" (Walter Ward) – 4:41
2. "Jamrag" (John Lennon/Yoko Ono) – 5:36
  - John i Yoko, da je skladbu već ranije napisao Frank Zappa, pod imenom "King Kong", a objavljena je 1969. godine na albumu, Uncle Meat.
3. "Scumbag" (John Lennon/Yoko Ono/Frank Zappa) – 4:08
4. "Au" (John Lennon/Yoko Ono) – 6:23
  - Ove četiri skaldbe snimljene su uživo na Fillmore Eastu u New Yorku s Frankom Zappom i njegovim sastavom The Mothers of Invention 6. lipnja 1971. godine.

##### Remiksana verzija sa strane 4
Remiksane verizje uživo skladbi Johna & Yoko i Frank Zappa, koje se nalaze na strani 4, albuma Sometime in New York City, objavljene su 1992. godine na Zappinom albumu, Playground Psychotics.  Zappa je skladbe izmiksao, pomiješao i dao im nova imena.  Skladbe koje se pojavljuju od broja 22 do 26 na prvom disku označenu su kao:
- "Well" (Walter Ward) - 4:43
- "Say Please"  (Lennon, Ono, Zappa) - 0:57
- "Aawk" (Lennon, Ono, Zappa) - 2:59
- "Scumbag" (Lennon, Ono, Howard Kaylan, Zappa) - 5:53
- "A Small Eternity with Yoko Ono" (Lennon, Ono) - 6:07

#### Izvođači

##### 15. prosinca 1969.
- John Lennon: Gitara, vokal
- Yoko Ono: bag, vokal
- Eric Clapton - 'Derek Claptoe': gitara
- Delaney & Bonnie - 'Bilanie & Donnie': gitara, udaraljke
- Jim Gordon] - 'Jim Bordom': bubnjevi
- George Harrison - 'George Harrisong': gitara
- Nicky Hopkins - 'Sticky Topkins': električni pianino
- Bobby Keyes - 'Robbie Knees': saksofon
- Keith Moon - 'Kief Spoon': bubnjevi
- Billy Preston - 'Billy Presstud': orgulje
- Klaus Voormann - 'Raus Doorman': bas-gitara
- Alan White - 'Dallas White': bubnjevi

Nepripisano:
- Jim Price: truba

##### 6. lipnja 1971.
- John Lennon: gitara, vokal
- Yoko Ono: bag, vokal

- Aynsley Dunbar: bubnjevi
- Bob Harris: klavijature, vokal.
- Howard Kaylan: vokal.
- Jim Pons: bas-gitara, vokal.
- Don Preston: Mini-Moog.
- Ian Underwood: klavijature, vokal, puhački instrumenti
- Mark Volman: vokal
- Klaus Voormann: bas-gitara, vokal
- Frank Zappa: gitara, vokal

### 2005. reizdanje na CD-u
Obrađena verzija nanovo izlazi na jednom CD-u i izostavlja mnoge uživo snimke s Zappom, a uključuje dvije bonus skladbe. Neke skladbe razlikuju se od originalnih izdanja na LP-u, posebice "We're All Water" i "Don't Worry Kyoko".
1. "Woman Is The Nigger Of The World" (John Lennon/Yoko Ono) – 5:15
2. "Sisters O Sisters" (Yoko Ono) – 3:46
3. "Attica State" (John Lennon/Yoko Ono) – 2:52
4. "Born In A Prison" (Yoko Ono) – 4:04
5. "New York City" (John Lennon) – 4:29
6. "Sunday Bloody Sunday" (John Lennon/Yoko Ono) – 5:00
7. "The Luck Of The Irish" (John Lennon/Yoko Ono) – 2:55
8. "John Sinclair" (John Lennon) – 3:26
9. "Angela" (John Lennon/Yoko Ono) – 4:06
10. "We're All Water" (Yoko Ono) – 5:18
11. "Cold Turkey [Live Jam]" (John Lennon) – 8:34
12. "Don't Worry Kyoko" (Yoko Ono) – 15:20
13. "Well (Baby Please Don't Go)" (Walter Ward) – 4:28

Bonus pjesme:
1. "Listen, The Snow Is Falling" (Yoko Ono) - 3:06
2. "Happy Xmas (War Is Over) (John Lennon/Yoko Ono) - 3:34

## Vanjske poveznice
- Allmusic.com - Some Time in New York City